# Pseudoeurycea teotepec
Pseudoeurycea teotepec és una espècie d'amfibi urodel (salamandres) de la família Plethodontidae. És endèmica de Mèxic i només es coneix per la seva localitat tipus, vessant sud del Cerro Teotepec (Sierra Madre del Sur) a Guerrero, a sobre 3,425 mm asl.
El seu hàbitat natural són els montans humits. Està amenaçada d'extinció a causa de la destrucció del seu hàbitat.

## Descripció
La sèrie tipus consta d'una sola femella (holotip) que mesura 62 mm en longitud del musell-vent; la cua és relativament curta a 51mm. El cos és gruixut amb extremitats curtes. El dors és negre amb taques iridòfores de color crema lleugerament verdoses que són més pronunciades als costats del cos, les extremitats i en tota la longitud de la cua. El ventre és negre amb algunes petites taques iridòfores de color crema, molt disperses, la més gran es troba a la punta de la cua.

## Hàbitat i conservació
L'espècie habita zones humides amb molsa abundant als boscos de pins i avets. L'holotip es va trobar sota un tronc humit.
L'espècie no s'ha registrat després de la dècada de 1960 quan es va descobrir per primera vegada, malgrat les reiterades cerques posteriors. Sembla que ha disminuït significativament. La tala ha tingut lloc al Cerro Teotepec; la tala i l'expansió de l'agricultura a petita escala són possibles amenaces futures.